# Чайковщина (Оржицкий район)
Чайковщина (укр. Чайківщина) — село,
Староиржавецкий сельский совет,
Оржицкий район,
Полтавская область,
Украина.
Код КОАТУУ — 5323686403. Население по переписи 2001 года составляло 846 человек.

## Географическое положение
Село Чайковщина находится в 2-х км от села Старый Иржавец.

## История
- 1696 — дата основания.
- После 1945 присоединены Кулики[2] и Мезюривщина[3]
- Село указано на специальной карте Западной части России Шуберта 1826-1840 годов как хутора Иржавские[4]

## Экономика
- Молочно-товарная и свино-товарная фермы.
- «Хлибороб», сельскохозяйственное ЧП.

## Объекты социальной сферы
- Школа І—ІІ ст.